# Modelo causal de Rubin
O modelo causal de Rubin (MCR), também conhecido como modelo causal de Neyman-Rubin,  é uma abordagem para a análise estatística de causa e efeito com base na estrutura de resultados potenciais, nomeado após Donald Rubin. O nome "modelo causal de Rubin" foi cunhado pela primeira vez por Paul W. Holland.  A estrutura de resultados potenciais foi proposta pela primeira vez por Jerzy Neyman em sua tese de mestrado em 1923,  embora ele a tenha discutido apenas no contexto de experimentos completamente aleatórios.  Rubin o estendeu em uma estrutura geral para pensar sobre causalidade em estudos observacionais e experimentais. 

## Introdução
O modelo causal de Rubin é baseado na ideia de resultados potenciais. Por exemplo, uma pessoa teria uma renda específica aos 40 anos se tivesse frequentado a faculdade, ao passo que teria uma renda diferente aos 40 anos de idade se não tivesse frequentado a faculdade. Para medir o efeito causal de ir para a faculdade para essa pessoa, precisamos comparar o resultado para o mesmo indivíduo em ambos os futuros alternativos. Uma vez que é impossível ver ambos os resultados potenciais ao mesmo tempo, um dos resultados potenciais está sempre faltando. Esse dilema é o "problema fundamental da inferência causal". 

### Resultados potenciais
Suponha que José esteja participando de um teste para um novo medicamento para hipertensão. Se fôssemos oniscientes, saberíamos os resultados de José sob tratamento (a nova droga) e controle (sem tratamento ou com o tratamento padrão atual). O efeito causal, ou efeito do tratamento, é a diferença entre esses dois resultados potenciais.
| Sujeito | {\displaystyle Y_{t}(u)} | {\displaystyle Y_{c}(u)} | {\displaystyle Y_{t}(u)-Y_{c}(u)} |
| ------- | ------------------------ | ------------------------ | --------------------------------- |
| José    | 130                      | 135                      | −5                                |

{\displaystyle Y_{t}(u)} é a pressão sanguínea de José se ele tomar a nova pílula. Em geral, esta notação expressa o resultado potencial que resulta de um tratamento, t, em uma unidade, u. De forma similar, {\displaystyle Y_{c}(u)} é o efeito de um tratamento diferente, c ou controle, em uma unidade, u. Nesse caso, {\displaystyle Y_{c}(u)} é a pressão arterial de José se ele não tomar a pílula. {\displaystyle Y_{t}(u)-Y_{c}(u)} é o efeito causal de tomar o novo medicamento.

## Conclusão
O modelo causal de Rubin também foi conectado a variáveis instrumentais  e outras técnicas de inferência causal. Para saber mais sobre as conexões entre o modelo causal de Rubin, modelagem de equações estruturais e outros métodos estatísticos para inferência causal, consulte Morgan e Winship (2007)  e Pearl (2000).  Pearl (2000) argumenta que todos os resultados potenciais podem ser derivados de Modelos de Equações Estruturais, unificando assim a econometria e a análise causal moderna.